# Phyto paratachinoides
Phyto paratachinoides är en tvåvingeart som beskrevs av Crosskey 1977. Phyto paratachinoides ingår i släktet Phyto och familjen gråsuggeflugor.
Artens utbredningsområde är Uganda. Inga underarter finns listade i Catalogue of Life.